# Palagoniet

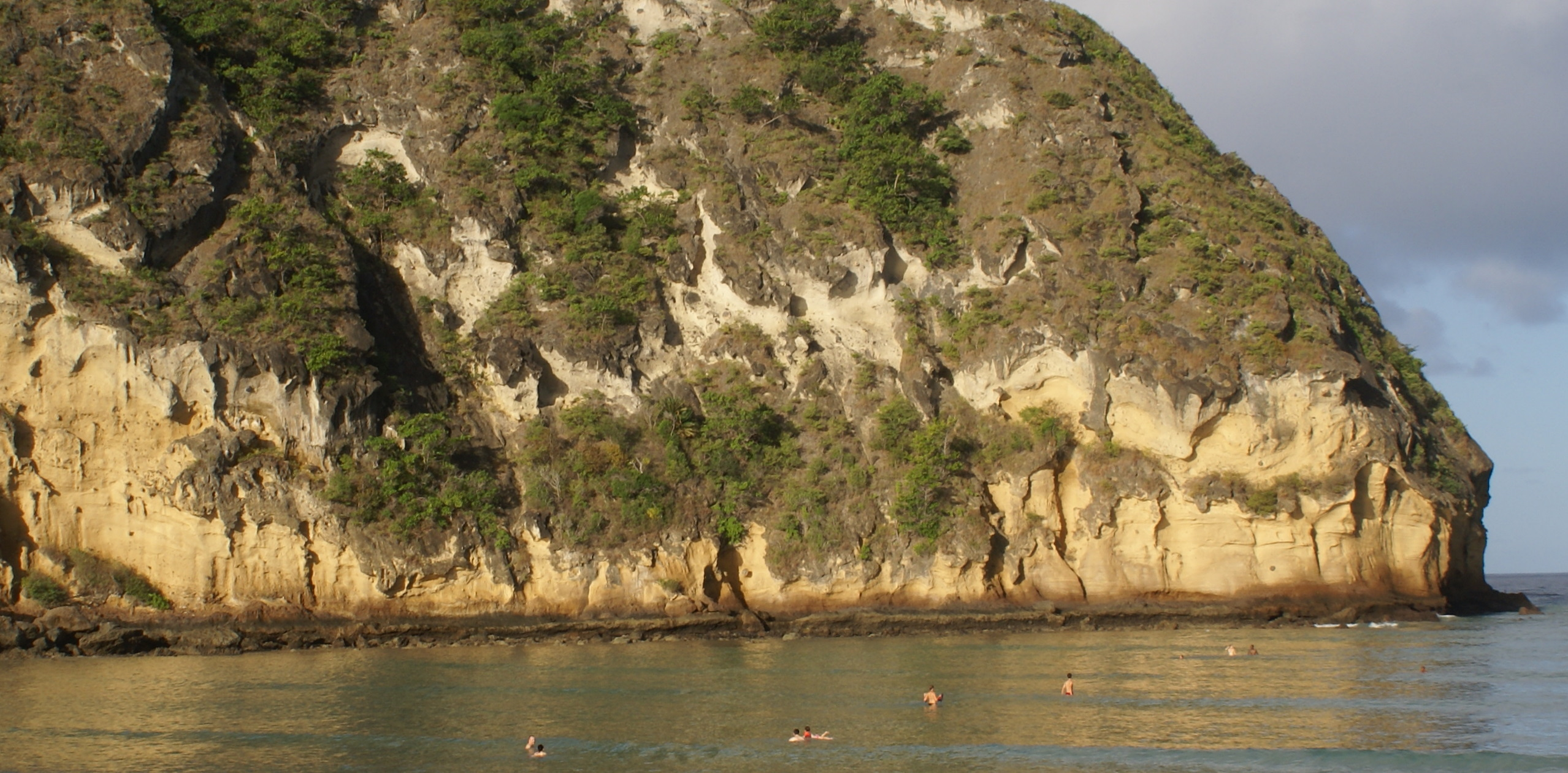
Palagonietkliffen op Mayotte.

Palagoniet is een verweringsproduct dat ontstaat na interactie van water met vulkanisch glas. Dit gesteente moet min of meer dezelfde chemische samenstelling als basalt hebben. Palagoniet kan ook ontstaan na interactie van water en gesmolten mafisch lava. Dit kan bijvoorbeeld plaatsvinden als uitgevloeide lava aan de kust in contact met zeewater komt, maar ook als er een vulkaanuitbarsting onder water of onder een gletsjer plaatsvindt. Als water met het hete lava in contact komt ontstaat er heet waterdamp. Deze damp is in staat om met kleine gesmolten lavadeeltjes te reageren tot het lichtgekleurde palagoniet. Dit palagoniet kan neerslaan en zo een gesteente vormen, het palagoniet tufsteen.
Palagoniet kan ook zeer langzaam ontstaan. Als basalt langdurig met waterdamp uit de lucht in aanraking komt, kan het verweren waarbij zich palagoniet als een dun geel-oranje laagje op het gesteente afzet.  Dit proces van omzetting van lava naar palagoniet heet palagonitisatie.
Palagoniet-aarde is een heel fijn en licht oranjegeel poeder. De partikelgrootte is in de orde van micrometers en wordt veelal gevonden in aanwezigheid van grotere lavadeeltjes.  De kleur wordt veroorzaakt door driewaardig positief ijzer (het ferri-ion) dat in de matrix van het palagoniet voorkomt.

## Voorkomen
Palagoniet komt op meerdere plekken op aarde voor. Bijvoorbeeld op de Galapagoseilanden komt palagoniet-tufsteen voor. Op IJsland komen bergen van palagoniet voor. Deze zijn ontstaan doordat ten tijde van de ijstijd vulkaanuitbarstingen onder de grote gletsjer waar IJsland mee bedekt was hebben plaatsgevonden. Zie tafelberg voor meer uitleg over vulkaanuitbarstingen onder gletsjers.